# Benvenuti in casa Gori
Benvenuti in casa Gori è un film del 1990 tratto dall'omonima commedia di Ugo Chiti e Alessandro Benvenuti.
Il film ha avuto un seguito, Ritorno a casa Gori.

## Trama
Siamo nel 1986 vicino a Pontassieve dentro a casa Gori, dove la matrona della famiglia, Adele Papini(Ilaria Occhini), sta spolverando le vecchie fotografie di famiglia ricordandosi di una vecchia rappresentazione dell'apparizione della Vergine di Lourdes a Bernadette quando lei e la sorella minore Bruna erano piccole. Ad un tratto, il suo flusso di pensieri viene interrotto dalla rottura del puntale del marito burbero Gino Gori(Carlo Monni); a quanto pare è tradizione sua ogni Natale rompere un puntale e comprarne uno nuovo. La scena si sposta poi in casa Salvini dove Libero(Giorgio Picchianti), ballerino di liscio e marito di Bruna(Athina Cenci), sta cercando il ferro da calza per grattarsi la gamba che si è rotto, mentre la moglie sta parlando con l'amica Luana mentre si sta provando il vestito da mettersi domani, rammentando all'amica gentilmente che a scuola le sudavano sempre le mani come a dirle di non toccarle la pelliccia di volpi bianche.
Il terzo personaggio che ci viene introdotto è il barbiere Lapo Frittelli(Alessandro Benvenuti) che, mentre sta facendo la barba ad un suo cliente a cui gli hanno rubato la macchina fuori dallo stadio che gli sta raccontando la vicenda, colpisce con la schiuma il giornalino porno che il suo aiutante e il cliente Pallino stavano guardando commentando la generosità del corpo femminile lì mostrato. Il quarto membro della famiglia è Cinzia Enrichi(Barbara Enrichi), fidanzata del figlio di Adele e Gino, Danilo, che, andata dalla sorella parrucchiera Marta a farsi la permanente, essa non le prende come suo solito e, involutamente, le confessa di essere incinta e la sorella, tramite una sua aiutante Benedetta, le fa un'acconciatura in stile Mina. Andata poi al circolo a cercare Danilo, lì Cinzia non lo trova e se ne va a casa contenta: in realtà, Danilo Gori(Massimo Ceccherini) è un ultras della Fiorentina disoccupato che sta sempre con i suoi amici a fare qualche scorribanda e a prendere sostanze illecite. Il quinto personaggio che conosciamo, tramite un flashback, è Annibale Papini(Novello Novelli) padre di Adele e Bruna ed un ex militare, reduce della Grande Guerra insignito del Cavalierato di Vittorio Veneto e del Lavoro, che da piccolo, mentre parlava con un paio di scarpe, suo padre gli tirò un ceffone e lo fece scappare via. Ritornati al 1986, Annibale oramai novantenne, va a cercare Adele con la sua sedia a rotelle, dicendole che ha freddo e sorprendendola mentre chiama la sua amica Franchina che sta ad Imperia. In ultimo conosciamo Serena Salvini(Ornella Marini) moglie di Lapo e figlia di Bruna e Libero, che sta litigando con il marito perché lui le fa i soliti discorsi di far scontento qualcuno; ad un tratto la loro figlioletta di appena due anni Samantha(Camilla Benvenuti) si sveglia e Serena va a consolarla, mentre il marito va a cercare una cassetta. La bambina ancora non sa parlare bene e dice sempre "Otto" nonostante gli sforzi dei genitori di farla parlare bene. La cassetta che Lapo sta cercando è quella del loro matrimonio da portare il giorno dopo dai suoi zii a fargliela vedere.
Mentre Gino prova a far partire il nuovo puntale comprato dai cinesi causando un corto circuito, Danilo con i suoi amici vanno a passare la Vigilia prima a letto con sei ragazze, di cui una somala, prendendo poi tre pasticche blu e tre orange di LSD gentilmente offerti da un loro amico, anche se Danilo in un primo momento si rifiuta. Tornato a casa, Adele sorprende Danilo che mangia al buio i crostini che aveva preparato per il giorno dopo; la donna gli chiede "Si può sapere che cosa fai alzato a quest'ora? Sono le 4 passate!" e Danilo si giustifica dicendo che era andato a seguire la messa di mezzanotte, ma colto sul fatto, Adele gli dice di lasciar stare i crostini dicendo che sarebbero stati in 10 e che forse non bastavano per tutti.
Arriva il fatidico giorno di Natale del 1986 e tutta la famiglia si riunisce, con Lapo e Bruna che cercano di salvare i loro rispettivi cappotti, con quest'ultima che chiude a chiave la stanza per salvare la sua preziosa pelliccia. Mentre tutti sono a tavola, Adele porta i crostini ma è Bruna che aiuta a servirli, con Gino che ne prende in quantità eccessiva mentre Annibale rimane a bocca asciutta anche se irrita il cognato che arriva a minacciarlo di farlo fuori. Adele, arrabbiata con il marito, lo rimbrotta davanti a tutti chiedendo un po' di serenità con tutto quello che aveva avuto(da ciò che si sa aveva avuto un tumore pesante di cui aveva subito un intervento non facile), arrivando a buttare un po' di vino sul tavolo e, per scaramanzia, a toccarsi con lo stesso gli orecchi. Arriva poi l'ora dei tortellini: mentre Gino è nell'altra stanza con i commensali litigando sul perché le donne guardando la soap Sentieri, Bruna gli rammenta una storia vecchia di quando lei e Bruna da bambine, avevano una cotta sperticata per un commilitone del babbo di nome Livio che gli leggeva il libro "Novella Firm" e sognavano. A detta di Bruna, Livio era talmente bello che assomigliava ad Errol Flynn e che purtroppo era morto in Russia(forse nella campagna italiana del 1941).
Quando i tortellini arrivano, per primo viene servito Annibale e poi gli altri; tuttavia, Annibale ribatte dicendo che sono duri e non si masticano, e Adele si giustifica inizialmente dicendo che oramai non è più buona a far da mangiare ma la miccia che la fa partire è data dal figlio Danilo che le dice "Avrai calcolato male, ce n'hai messi troppi e non si sono cotti!". Incavolata per la frase del figlio, Adele racconta che la mattina stessa era andata in camera del padre trovandolo sporco dalla testa ai piedi e, dato che a causa del corto circuito provocato da Gino, si era rotto il boiler, aveva dovuto prendere l'acqua del brodo del lesso per lavarlo dato che aveva i brividi.
Ad una frase poco felice di Gino sul suocero, Bruna sbotta dicendo di lasciarlo stare ma ciò non fa che diventare benzina sul fuoco riaccendendo una vecchia questione mai sopita tra le due sorelle: Adele e Gino, quando la moglie di Annibale era morta, avevano deciso di prendersi la casa paterna con anche Annibale occupandosi di lui, mentre Bruna e Libero avevano preso una casa più piccola e umida. Rinfacciando ciò e sentendosi offesa, Bruna inizia a piangere facendo una sorta di scena turca che fa quasi scatenare il panico tra la famiglia e la povera Samantha che era stata messa in camera di Annibale dove dormiva. Prima però che Bruna, sentendosi offesa nel profondo per le parole della sorella, se ne potesse andare, è Cinzia a riportare la calma dicendo che i loro strilli hanno fatto spaventare Samantha anche se lei era lievemente tranquilla.
Riportata la calma e con una Bruna che si è rifatta il trucco in bagno, il pranzo natalizio può proseguire anche se la giustina degli angeli si rompe. Mentre Adele è intenta a sistemare il cappone per il pranzo, anche se, per via delle medicine che prende, fa molta fatica perché quasi priva di forze, i commensali cercano di seguire la benedizione natalizia di  Papa Giovanni Paolo II alla televisione, anche se Danilo inizia a risentire degli effetti del LSD, cercando anche di prendere aria. Cinzia, con gli occhi, cerca il suo supporto dato che vorrebbero dire a tutti del bambino, ma non sa se farlo o meno, vedendolo come un incosciente. Non appena arriva Adele con il cappone e le patate, il piatto viene servito nel mezzo con tutti che mangiano anche se Annibale fa fatica ad arrivarci e Serena gli dà il boccone del prete.
Cinzia tenta di mangiare un pezzo del pollo, ma inutilmente e si arrabbia, sbattendo la forchetta e il coltello sul piatto al vedere che il suo ragazzo non l'aiuta. Bruna si chiede come mai non mangia, dato che, per tutta la durata del pranzo, non aveva mangiato nulla e Adele pensa al ciclo; ma è Serena a dire che anche a lei le successe una cosa simile quando rimase incinta di Samantha. E lì scoppia il caos: mentre Adele accusa Cinzia di essere una ragazza di cattivi costumi, Gino rincorre il figlio per tirargliele di santa ragione, con Danilo che si chiude in bagno.
Mortificata anche da Bruna dicendole che ha mancato di giudizio anche per Danilo, Cinzia sbotta dicendo che quelle che buttano i profilattici di tasca per avere figli hanno più colpa di lei, dato che aveva cercato di fermare il fidanzato da fare l'amore con lei: sentendosi strana, lei aveva pregato Danilo di farlo mercoledì così da poter prendere dei profilattici per consumare il rapporto, ma lui non poteva in quel giorno perché la Fiorentina giocava la Coppa Uefa e non voleva perdersela.
Mentre Gino continua a sgridare Danilo, egli ha degli episodi psichici gridando "Voglio uscire!!", arrivando anche a vedere il babbo che "ammazza" nella visione il bimbo suo non ancora nato, facendo però uscire un cubo di Rubik. A quel punto, Annibale si intromette dicendo che la casa è la sua e che lui ha diritto di urlare tanto quanto Gino e Gino minaccia di uccidere "il buco torto" come ha sempre chiamato Annibale, prendendo il coltello. Riportata la calma, con il coltello rimesso a posto, Annibale che, fino a quel momento era stato zitto, confessa che sin da quando era nato tutti quanti lo volevano vedere morto, come quando morì Livio in Russia e lui tornò rimettendoci i piedi, o come quando morì sua moglie. Lui si sente affranto che nessuno gli abbia mai dato una soddisfazione in vita sua e l'hanno trascurato; le sue dure parole fanno svenire la povera Adele che rinsavisce e si scusa con Cinzia per le dure parole dette in precedenza, non pensando a ciò.
Mentre tutto si sistema e Annibale è assalito dal ricordo in cui da bambino scappò dal babbo, dopo lo schiaffo, ad un tratto, il puntale prende fuoco e l'albero di Natale esplode, creando una gag divertente con Annibale che ha diversi cappotti sopra facendo ridere fino a farsela addosso Bruna e Adele.
Dopo essersi sistemati, Adele e Bruna hanno un momento in cui cercano di fare pace nonostante le discussioni e alla fine si perdonano. Nonostante a tavola venga servito il panettone, tutti si dirigono in soggiorno per vedere la cassetta del matrimonio di Lapo e di Serena; tuttavia, i commensali si trovano una brutta sorpresa: al suo posto, la cassetta è di tipo pornografico in cui si intravede un rapporto sessuale tra due uomini. Serena, rimasta shockata da ciò che ha visto, pensa che in realtà il marito sia gay e porta via la bambina; ciò fa rimanere male Lapo che, piangendo, se ne va via lasciando gli altri ammutoliti. Alla fine del pranzo dopo aver bevuto il Chiappetti Brut e mangiato il panettone, Adele e Bruna pensano che al negozio dei video abbiano dato un'altra cassetta a Lapo per sbaglio creando così l'inconveniente e così le due sorelle finiscono per parlare fino a tarda sera di Sentieri.
Calata la sera, i commensali vanno via con Cinzia che viene riaccompagnata a casa da Danilo, anche se inizialmente la voleva far andare a piedi perché non gli era piaciuto un suo commento, mentre Libero e Bruna tornano a casa loro. Tornato a casa, Danilo, su suggerimento della madre, va a vedere come sta Annibale e lo trova a parlare con un paio di scarpe raccontandogli degli aneddoti della Grande Guerra. In diversi, vanno a sentire le storie di Annibale dato che nessuno le aveva mai volute sentire, ma Annibale non sta bene e il medico accorre; sembra che Annibale sia a fine corsa e pare che spiri sul suo letto, prima ricordandosi di sé da piccolo che scappa inseguito da tutti e poi con le scarpe che gli cadono. Gino, quasi percependo ciò, piange per il suocero mentre Bruna e Adele si stringono e Samantha, nella sua camera, tenta di pronunciare perfettamente delle parole senza dire otto.

## Curiosità
- In una breve scena all'inizio del film ambientata nella barberia di Lapo sono presenti Andrea Muzzi e Alessandro Paci; quest'ultimo ha dichiarato in un'intervista, contenuta nel film Fave - Quelli di Pinocchio, di essere apparso in questa piccola scena perché gli era stato fatto un favore dal regista Benvenuti, nonostante avesse voluto cominciare a fare spettacolo seriamente. Nella stessa intervista Ceccherini ha accennato ad un episodio in cui Carlo Monni, durante una pausa delle riprese, avrebbe rotto a metà, a mani nude, un tavolo di marmo piuttosto spesso dopo che un aiuto regista lo avrebbe disturbato inutilmente mentre era al bagno.